# اچ‌ام‌اس درینگ (۱۸۰۴)
اچ‌ام‌اس درینگ (۱۸۰۴) (به انگلیسی: HMS Daring (1804)) یک کشتی بود که طول آن ۸۰ فوت ۲ اینچ (۲۴٫۴۳ متر) بود. این کشتی در سال ۱۸۰۴ ساخته شد.